# Équipement d'escrime
L'escrime sportive exige un équipement obligatoire. L'équipement d'escrime comprend une tenue (protection du corps, de la main, de la tête), une arme (épée, fleuret, sabre) et un matériel électrique (signalisation, fils). En escrime ancienne, ou en escrime artistique, la tenue s'apparente à des costumes et ne comprend pas de matériel électrique.

## Équipement du tireur

### La tenue

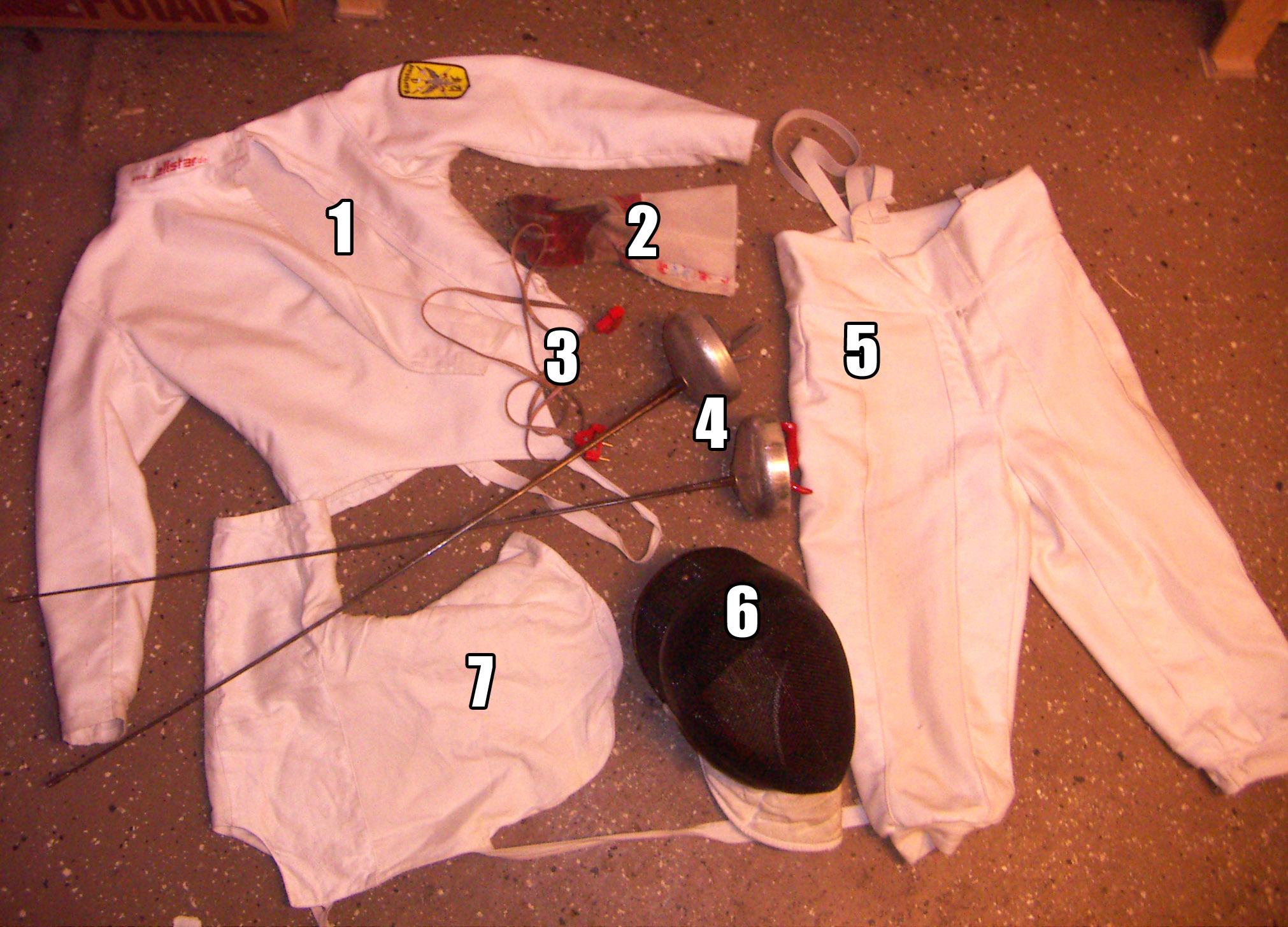
L'équipement porté par le tireur : 1) une veste 2) un gant 3) un fil de corps 4) deux armes (ici, épées) 5) un pantalon 6) un masque 7) une sous-cuirasse. Ne figurent pas sur l'illustration les chaussettes, les chaussures, le bustier, ainsi que la cuirasse électrique pour la pratique du fleuret et du sabre.

Les règlements de la FFE pour les compétitions en France et de la FIE pour les compétitions internationales régissent la tenue en escrime. Le tireur doit être équipé d'une tenue adaptée à sa catégorie (M13, M15, M17, sénior, vétéran). En compétition, le règlement français impose le port de matériel estampillé CE quelle que soit la catégorie. La classe de matériel (300 N ou 800 N) dépend de la catégorie ainsi que du type de compétition. Pour les compétitions internationales sénior, la tenue complète (veste, sous-cuirasse et pantalon) doit être à la norme 800 N.
Une tenue 800 N est une tenue qui résiste à une force de 800 newtons par cm2 appliquée n'importe où sur la tenue. Pour donner un ordre d'idée, un vêtement à la norme 800 N ne se déchire pas quand on dépose une masse de 85 kg sur un point équivalent à la surface d'une pièce d'1 centime.
L'habillement des tireurs est de couleur blanche, sauf les chaussettes.
|                                                   | La veste La veste est fabriquée en textile technique (tressage serré, parfois du kevlar) et comprend un col matelassé, une sangle d'entrejambe, et un anneau dans le dos (où accrocher le fil de piste). Elle s'ouvre dans le dos ou sur le côté. Les modèles pour femme comprennent parfois des poches intérieures au niveau de la poitrine pour glisser des éléments rigides qui protègent contre les coups. Le nom, ainsi que la nationalité des tireurs, peut être imprimé en bleu, au dos, pour les compétitions. |
|                                                   | La sous-cuirasse La sous-cuirasse est aussi appelée “cuirasse de protection”. Elle est conçue pour empêcher le passage d'une lame brisée. La sous-cuirasse existe en deux qualités : - sous-cuirasse fine (300 N) pour les enfants de moins de 11 ans (M11) et pour toutes les armes - sous-cuirasse épaisse (800 N) à partir de M13 pour toutes les armes |
| Cuirasse électrique (en gris) sur un fleurettiste | La cuirasse électrique Équipement superfétatoire pour les fleurettistes, la cuirasse électrique (ici, en gris) est portée par-dessus la veste, et sert au comptage des touches. |
|                                                   | Bustier Le bustier, pour femme ou pour homme, est composé d'un matériau rigide qui dissipe l'énergie des coups (et empêche la formation d'ecchymoses, fréquentes). Il n'est pas conçu pour empêcher le passage d'une lame brisée. Il peut être remplacé, dans les modèles féminins, par des demi-sphères rigides glissées dans la veste. |
|                                                   | Le gant Le gant, en cuir ou en tissu synthétique, protège la main. Il comporte une “manchette” qui empêche la pénétration de la lame adverse dans la manche de la veste. (Le gant est porté par la main armée. L'autre main n'est pas protégée.) |
|                                                   | Le pantalon Le pantalon est fabriqué en textile technique (tressage serré, parfois du kevlar). Il comprend des bretelles pour régler la hauteur du pantalon et ainsi éviter que la lame adverse ne s'introduise entre le pantalon et la veste de protection, ainsi qu'une poche arrière où ranger l'extrémité du fil de corps. En compétition, les tireurs aiment à faire imprimer les couleurs nationales sur le pantalon.                                                                                            |
| Les chaussettes                                   | Les chaussettes d'escrime doivent couvrir toute la partie des jambes non couverte par le pantalon. Elles peuvent porter les couleurs de l'équipe sur les 10 cm supérieurs. |
| Les chaussures                                    | Il n'existe aucune règle particulière concernant les chaussures, mais des fabricants proposent des chaussures spécialisés. |
|                                                   | Le masque Le masque d'escrime sportive est composé d'une grille métallique qui protège le visage et les côtés (parfois remplacé par un matériau synthétique transparent), d'une “bavette” (partie textile qui protège le cou) et de sangles textiles (pour maintenir le masque en place). Le masque dépend de l'arme utilisée : pour la pratique de l'épée, le masque n'est pas électrifié, ce qui est la règle pour le sabre et le fleuret.                                                                           |
| Le fil de corps                                   | Pour les tireurs équipés d'armes électrifiées, un fil de corps est nécessaire : il relie l'épée au circuit d'enregistrement des touches. Il se branche par trois broches. On le passe sous les vêtements, on le branche à l'arme d'un côté, et à l'enrouleur de l'autre. Au fleuret et au sabre, le fil de corps relie également la cuirasse électrique grâce à une pince crocodile. |

## Les armes
L'escrime sportive se pratique avec trois armes distinctes : l'épée, le fleuret et le sabre, chacune ayant ses propres règles et son propre matériel.

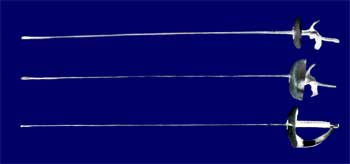
De haut en bas : fleuret à poignée orthopédique, épée à poignée orthopédique, sabre

## Le matériel de piste

### La piste
La piste est normalisée : elle fait 14 m de longueur et 1 m de largeur. Son revêtement est souvent métallique, qu'un fil relie à l’appareil de signalisation, pour éviter de compter les touches au sol à l'épée.

Piste d'escrime, avec zones normalisées : ligne centrale (C), lignes de mise en garde (G), zones d'alerte (D), zones de recul ou de sortie de piste (R)

### L'appareil de signalisation
Il permet d'afficher les touches portées par les tireurs. Il se compose, pour les modèles les plus basiques, d'un bouton pour sélectionner l'arme utilisée et de quatre lampes, deux pour chaque tireur, une verte et une rouge pour les touches en surface valable, et deux blanches pour les touches en surface non-valable au fleuret. Au sabre, les lampes blanches signalent un problème dans le circuit électrique. 
Des appareils plus sophistiqués affichent un chronomètre, le score ou les pénalités. Des modèles wifi ou radio sont utilisés en compétition et, avec la baisse des prix, en club.

### Les enrouleurs
Le fil de piste qui relie le tireur à l'appareil de signalisation est stocké dans deux enrouleurs, aux deux extrémités de la piste. Le fil de piste est déroulé ou enroulé par un ressort au gré des déplacements des tireurs sur la piste. Le dispositif empêche que le fil de piste ne traine par terre et ne fasse chuter les tireurs. Les enrouleurs sont inutiles quand les tireurs sont reliés à l'appareil de signalisation par un dispositif radio ou wifi. 